# أم النمل (إربد)
أم النمل (تعرف أيضاً وادي النمل)، هي منطقة سياحية بلواء الكورة في محافظة إربد، تقع على بعد حوالي 15 كيلومتراً شمال غرب مدينة إربد. تعتبر من المعالم والمناطق التاريخية في الأردن، وهي منطقة طبيعية ذات تنوع بيئي تضم أشجار منها الزيتون والسرو والبلوط والصفصاف، والحيوانات والطيور البرية، وتلال صخرية ترتفع حوالي 300 م عن سطح البحر.
بها معالم تاريخية منها عين أم النمل وكهف أم النمل، ومرافق ومسارات سياحية، تجري فيها المياه في فصل الشتاء.

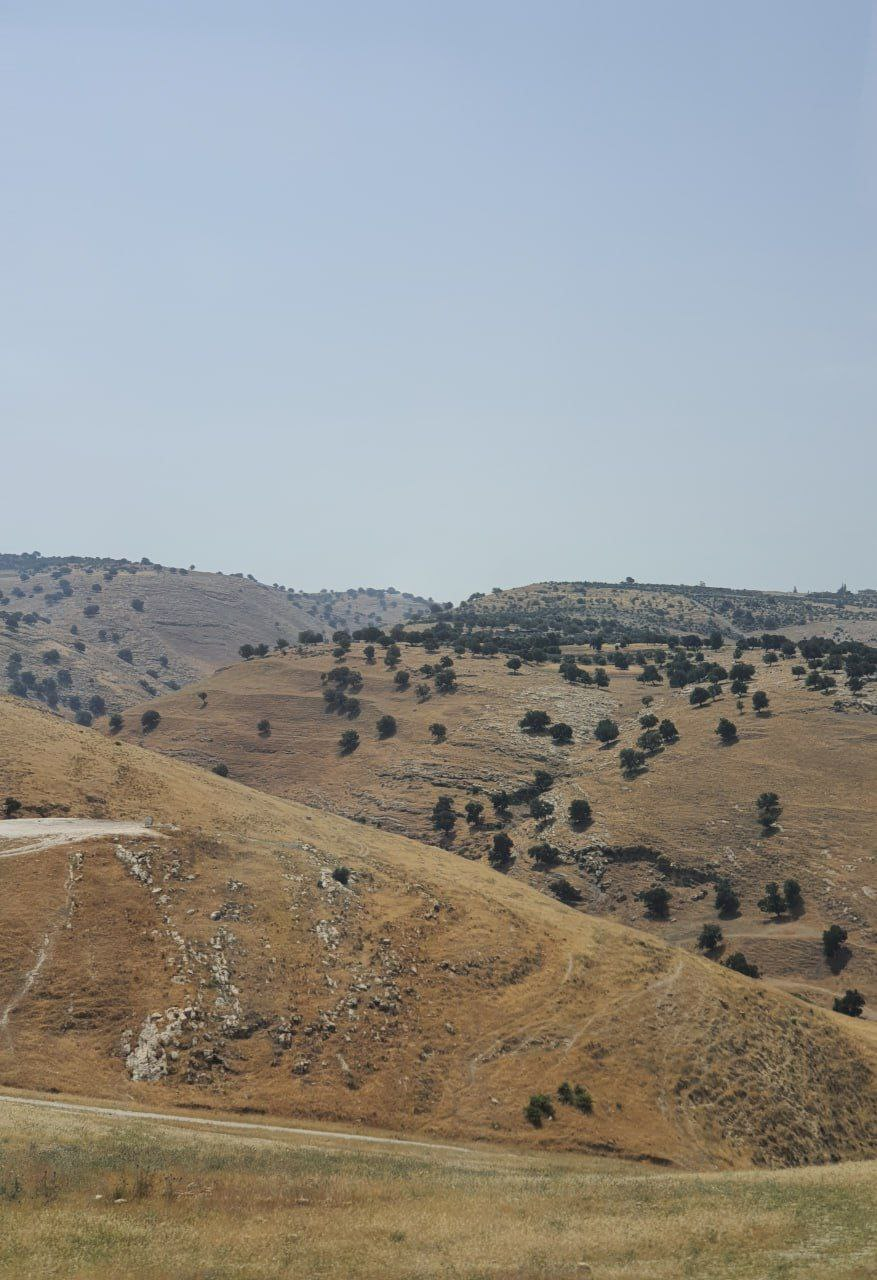
منطقة أم النمل في شهر مايو في موسم الحصاد